# Phil Taylor (Fußballspieler)
Philip Henry „Phil“ Taylor (* 18. September 1917 in Bristol; † 1. Dezember 2012 in Cambridgeshire) war ein englischer Fußballspieler und -trainer. Er war zumeist als rechter Außenläufer Stammspieler des FC Liverpool, der in der Saison 1946/47 die englische Meisterschaft gewann. Zwischen 1956 und 1959 trainierte er den in die zweite Liga abstiegenen Klub, bevor ihn der spätere Erfolgscoach Bill Shankly ablöste.

## Sportlicher Werdegang

### Spielerkarriere
Taylor fiel in jungen Jahren nicht nur durch seine technische Begabung und als kreativer Fußballer auf, sondern übernahm schon im Alter von 14 Jahren als Kapitän einer englischen Schülerauswahl Führungsaufgaben wahr. Daneben spielte er in seiner Geburtsstadt für Bristol St. George und die Bristol Rovers und im Frühjahr 1935 unterzeichnete er bei den „Rovers“ seinen ersten Profivertrag. Als Halbstürmer bei den „Pirates“, wie die Rovers auch genannt werden, zeigte er in der Süddivision der dritten englischen Liga derartig gute Leistungen, dass er sich für höhere Aufgaben empfahl. So wechselte er im März 1936 zum FC Liverpool, der im Austausch eine Ablösesumme von 5.000 Pfund überwies und den Mittelstürmer Billy Hartill abgab. Taylors Verpflichtung galt in Liverpool als sehr gutes Geschäft, vor allem, da der damals dominante FC Arsenal ebenfalls sehr interessiert an einem Transfer war. Stattdessen trat der groß gewachsene Taylor die Reise in den Norden an und verhalf Liverpool zunächst als Linksaußen zum Klassenerhalt in der Saison 1935/36. Bereits bei seinem Debüt am 28. März 1936 gegen Derby County (2:2) hatte er zudem das erste Tor in seiner Liverpool-Karriere geschossen. In den späteren Jahren kehrte er auf die Halbstürmerposition zurück. Dabei war er besonders in der Saison 1938/39 erfolgreich, als er auf ein effektives Duo im rechten Mittelfeld mit Matt Busby bildete und vierzehn Ligatreffer erzielte. Während der mehrjährigen Zwangspause durch den Zweiten Weltkrieg verdingte er sich neben Einsätzen für Liverpool als Gastspieler für Leeds United, Newcastle United, die Bristol Rovers und Brighton. Dazu diente er im neunten King’s Regiment und bewachte die Viadukte auf der Zuglinie nach London.
Nach der Wiederaufnahme des Spielbetriebs übernahm Taylor die Rolle von Matt Busby als rechter Außenläufer, nachdem dieser bei Manchester United angeheuert und dort eine erfolgreiche Trainerära eingeleitet hatte. Taylor war im Team von Trainer George Kay mit seiner Passsicherheit, Ballkontrolle, Dynamik zwischen den Strafräumen und der Abgeklärtheit unter Druck ein entscheidender Faktor auf dem Weg zur englischen Meisterschaft in der Saison 1946/47 – weitere Schlüsselakteuere beim FC Liverpool waren der schottische Flügelspieler Billy Liddell, der Torjäger Albert Stubbins und Kapitän Jack Balmer. Obwohl mittlerweile bereits 30 Jahre alt, kam er auch in der englischen Nationalmannschaft zu seinen ersten Länderspielen. Sein Auftritt am 18. Oktober 1947 gegen Wales (3:0) war der erste von dreien innerhalb gut eines Monats, bevor er den Platz an den jungen Billy Wright verlor. In der Saison 1949/50 löste Taylor Balmer als Mannschaftsführer des FC Liverpool ab und in dieser Rolle führte er die Mannschaft im Endspiel des FA Cups gegen den FC Arsenal aufs Feld. Die Partie ging mit 0:2 verloren und es folgte eine sportliche Abwärtsspirale, die in den Abstieg 1954 als Tabellenletzter mündete. In diesem letzten Jahr seiner aktiven Karriere war der mittlerweile 36-jährige Taylor nur noch gelegentlich in der Formation zu finden. Danach blieb er den „Reds“ erhalten und arbeitete zunächst im Trainerstab, bevor er im Mai 1956 die Nachfolge von Cheftrainer Don Welsh antrat.

### Trainerlaufbahn
Zu Beginn von Taylors Amtszeit standen hochkarätige Verpflichtungen, wie die des schottischen Nationaltorhüters Tommy Younger und des englischen Läufers Johnny Wheeler. Dazu gehörte weiterhin Führungsspieler Liddell zum Team, so dass die Erwartungen bezüglich einer Rückkehr in die höchste englische Spielklasse groß waren. In drei nervenaufreibenden Jahren verpasste Taylor mit Liverpool jeweils knapp den ersehnten Aufstieg. Einem dritten Rang in der Saison 1956/57 folgten zwei vierte Plätze in den anschließenden Jahren 1958 und 1959. Dazu litt sein Ruf unter einer sensationellen 1:2-Pokalniederlage im Januar 1959 gegen den Amateurverein Worcester City. Als Liverpool bereits in der Frühphase der Spielzeit 1959/60 den Anschluss an die Spitzenränge zu verlieren drohte, gab Taylor entkräftet auf. Er galt als bescheiden und war beliebt bei der Mehrzahl seiner Spieler und Anhänger, aber für die anspruchsvolle Aufgabe in Liverpool fehlte es ihm an Durchsetzungskraft. Dies drückte sich vor allem darin aus, dass er – wie auch seine Vorgänger – die Mannschaftsaufstellungen von den Vereinsdirektoren „absegnen“ lassen musste. So verließ Taylor den Klub nach insgesamt 23 Jahren und machte Platz für Bill Shankly, der ab November 1959 die notwendigen Reformen hin zu einem „modernen FC Liverpool“ vornahm und 1962 die Zweitligameisterschaft gewann.
Taylor, der als Sportsmann vielseitig interessiert war und 1938 First-Class Cricket für die Grafschaft Gloucestershire gespielt hatte, ging später einem bürgerlichen Beruf als Handelsvertreter nach. Er verstarb im hohen Alter von 95 Jahren im Dezember 2012.

## Titel/Auszeichnungen
- Englische Meisterschaft (1): 1947
- British Home Championship (1): 1948